# Simos Simonis
Simos Simonis (griechisch Σίμος Σιμώνης; * 23. Juli 1966) ist ein ehemaliger zyprischer Bogenschütze.

## Karriere
Simos Simonis nahm als erster Bogenschütze seines Landes an Olympischen Spielen teil. In Barcelona 1992 belegte er im Einzelwettkampf den 74. von 75 Plätzen.